# Секс в другом городе
«Секс в друго́м го́роде» (англ. The L Word, рус. Слово на букву Л) — американо-канадский телевизионный сериал. Создательницей выступила продюсер Айлин Чайкен, в шоу рассказывается о жизни группы лесбиянок, их друзей, знакомых, семей и любовниц в городе Лос-Анджелес, штат Калифорния, Западный Голливуд.
Ряд саундтреков к сериалу написан американской рок-группой Betty.
Первоначально сериал выходил в Showtime с 18 января 2004 года по 8 марта 2009 года.
11 июля 2017 года было объявлено, что серия продолжений находится в разработке Showtime. 27 мая стало известно, что сиквел получил название «Generation Q», премьера которого состоялась 8 декабря 2019 года.
Исполнительными продюсерами выступили Стив Голин («Быть Джоном Малковичем», «Вечное сияние чистого разума») и Ларри Кеннар. Помимо Чайкен, в состав сценаристов шоу вошли Гвиневер Тернер, Сьюзан Миллер, Чериен Дабис и Роуз Троше.

## Сюжет
В центре сюжета — судьбы восьми лесбиянок, которых между собой связывает гораздо больше, чем каждую из них — с окружающим их внешним миром. Действие телесериала происходит в Лос-Анджелесе.

### Первый сезон
Действие сериала разворачивается в Западном Голливуде. Зрителю представляют главных героев: Бетт Портер и Тину Кеннард, пару находящуюся в долгосрочных отношениях и мечтающую о ребёнке. В дальнейшем Тина беременеет в результате искусственного оплодотворения, но у неё случается выкидыш, а Бетт начинает роман с Кэндис Джуэлл.
Их соседи — Тим Хэспель и его новая девушка — писательница Дженни Шектер испытывают сложности в отношениях, так как Дженни влюбляется в Марину Феррер, та владеет кафе The Planet, в котором собираются лесбиянки, и дружит с Тиной и Бетт. Марина неустанно преследует Дженни и преуспевает в разрушении её отношений с Тимом, но затем оставляет девушку, когда её собственная любовница — Франческа, возвращается.
Также нам представляют Шейн Маккатчен, андрогинную, очень сексуальную парикмахершу, ищущую случайных связей ;
Элис Пьезэки, бисексуальную журналистку, которая ищет любовь всеми возможными способами, и её лучшую подругу — Дэйну Фэрбенкс, профессиональную теннисистку, которая всё ещё скрывает свою ориентацию и разрывается между поисками своей карьеры и поиском любви. В первом сезоне Дэйна влюбляется в шеф-повара по имени Лара Перкинс, но их отношения длятся недолго.
В конце сезона Тина видит Бетт вместе с Кэндис и сразу же догадывается об их романе. Они разрывают отношения и Тина переезжает к Элис, а Бетт остаётся в их доме.

### Второй сезон
Всё начинается с раскрытия зрителям секрета, который Тина скрывает от всех: она успешно забеременела после второго осеменения. Они с Бетт всё ещё врозь. Бетт не отрицает роман и просит Тину о прощении, но та не готова вернуться. Тина начинает роман с Хеленой Пибоди, в то время как жизнь Бетт терпит крушение, она начинает злоупотреблять алкоголем, также на неё давят проблемы на работе, а впоследствии увольнение, и смерть её отца в двенадцатом эпизоде. Тина и Бетт мирятся во время финального эпизода.
Вводят новых персонажей: Кармен де ла Пика Моралес, она уверенный диджей, профессионал своего дела, оказывается втянутой в любовный треугольник с Шейн и Дженни; Хелена Пибоди, дочь богатого человека, которая позже становится любовным интересом Тины; и Марк Уэйленд, режиссёр документальных фильмов, который переезжает в дом к Шейн и Дженни. Марк делает их быт — частью своего последнего документального фильма, устанавливая скрытые камеры в доме, чтобы сделать видеозапись. В девятом эпизоде Дженни обнаруживает записи Марка, а также узнает правду об истинной любви Кармен.
Второй сезон демонстрирует развивающуюся любовную связь между Элис и Дэйной, о которой всем становится известно в седьмом эпизоде. Рассказывается о прошлом Дженни, как ребёнка, подвергшегося насилию, и раскрываются моменты самоповреждения, которые достигают своего апогея в финале сезона. Шейн помогает Дженни получить психиатрическую помощь.
Персонажа Марины вывели из повествования, а кафе The Planet было выкуплено Кит Портер.

### Третий сезон
Повествование начинается спустя шесть месяцев после рождения дочери Тины и Бетт, Анжелики.
Новые персонажи в этом сезоне: Мойра Суини, простая женщина из рабочего класса, подруга Дженни; Ангус Партридж, музыкант и «нянь» Анжелики, становится любовником Кит. Мойра начинает процесс смены пола и называет себя Максом.
Дэйна Фэйрбэнкс начинает борьбу с раком молочной железы. Элис заботится о ней, пока та не умирает.
Сюжетная арка персонажа Хелены изменена, теперь она из соперницы Бетт превращается в нового друга для всех. Она приобретает киностудию, в которой позже будет работать Тина.
Шейн делает предложение Кармен, они планируют свадьбу, но в последний момент Шейн не желая причинять боль Кармен, в их дальнейшей жизни, оставляет её у алтаря. После этого персонаж Кармен заканчивает своё появление в шоу.

### Четвёртый сезон
В четвёртом сезоне эпизодически возвращают персонажа Марины Феррер.
Бетт хочет покинуть страну вместе с дочерью, но затея проваливается и ей приходится пойти на компромисс с Тиной. Бетт устраивается на новую работу, деканом в Калифорнийский Художественный Колледж, а потом заводит новый роман с женщиной по имени Джоди и знакомит их с Тиной.
Хелена, потерявшая поддержку матери, вынуждена искать работу и разбираться в своих отношениях.
Элис ищет новый любовный интерес.
Шейн вынуждена взять ответственность за своего сводного брата-подростка. Она сближается с симпатичной матерью-одиночкой Пейдж. Они проводят много времени вместе как обычная «детная» пара. Шейн впервые задумывается, смогла бы она «остепениться» или нет. Но в конце сезона она теряет опеку над братом, он уезжает в другой штат жить с отцом, а её сердце разбито.
Дженни пишет сценарий к фильму и ищет кинорежиссёра, для реализации задумки.
Макс едет домой на похороны матери и страдает, потому что семья его стыдится и отвергает.

### Пятый сезон
Хелену сажают в тюрьму за кражу, но позже выпускают.
Дженни возвращается из Мексики и нанимает себе помощницу, Адель, для работы над фильмом. Девушка проявляет к Дженни интерес, но впоследствии предает её. Позже рядом с Дженни появляется ещё одна девушка, Ники, которая успешно прошла кастинг на главную роль в фильме и они начинают встречаться.
Шейн и Пейдж переживают проблемы в отношениях, а затем разрыв. Шейн начинает новые отношения с Молли, девушкой-юристом из высокопоставленной семьи. Мать Молли не верит, что Шейн способна на длительные отношения, она стыдит и манипулирует Шейн, чтобы та рассталась с её дочерью.
Тина заводит новую подругу, к которой впоследствии начинает ревновать Бетт. Но позже между Тиной и Бетт вновь вспыхивает страсть, о чём позже они сообщают друзьям.
Элис начинает отношения с девушкой Ташей, которая служит в армии и вынуждена скрывать свою ориентацию от коллег. В десятом эпизоде Таша совершает каминг-аут, оставляет свою работу и они с Элис решают жить вместе.
Кит хочет отомстить паре, открывшей лесбийский бар по соседству.

### Шестой сезон
Дженни старается разобраться в своих отношениях с Ники. Позже она начинает манипулировать судьбами своих подруг, что в конечном итоге приводит её к самоубийству в бассейне Бетт и Тины, предварительно она записывает прощальное видео.
Шейн переживает разлад отношений с Молли и начинает встречаться с Дженни, периодически изменяя ей с Ники. Также она часто ссорится с Дженни, так как та склонна нарушать личные границы.
Бетт и Тина едут в Неваду, где хотят зачать ещё одного ребёнка, но потом решают усыновить чужого. Позже Бетт предлагают новую работу в галерее. По законам Невады неженатым лесбийским парам запрещено усыновлять детей. Они решают переехать в Нью-Йорк.
Элис вламывается в дом Дженни, узнав, что последняя написала сценарий к фильму, основанный на жизни самой Элис, и ссорится с ней. У неё проблемы в отношениях с Ташей.
Сериал заканчивается тем, что все друзья идут в полицейский участок, чтобы сделать свои заявления по поводу самоубийства Дженни.

## В ролях
- Дженнифер Билз — Бетт Портер
- Эрин Дэниэлс — Дэйна Фэрбэнкс
- Лейша Хейли — Элис Писецки
- Лорел Холломен — Тина Кеннард
- Миа Киршнер — Дженни Шектер
- Кэтрин Мённиг — Шейн Маккатчен
- Пэм Грир — Кит Портер
- Карина Ломбард — Марина Феррер
- Эрик Мабиус — Тим Хэспел
- Рэйчел Шелли — Хелена Пибоди
- Эрик Лайвли — Марк Уэйленд
- Сара Шахи — Кармен де ла Пика Моралес
- Даниэла Си — Макс Суини
- Марли Матлин — Джоди Лернер
- Джанина Гаванкар — Папи
- Роуз Роллинз — Таша Уильямс
- Гвиневер Тёрнер — Габби Дево

## Производство
Премьера пилотного эпизода состоялась 18 января 2004 года.
Пять лет производства сериала завершились выходом в финального сезона 8 марта 2009 года.
За пределами Соединенных Штатов сериал распространяется MGM Worldwide Television.
L Word был снят в Ванкувере, Британская Колумбия, в студии Coast Mountain Films, а также в Лос-Анджелесе, штат Калифорния. Студия когда-то принадлежала Dufferin Gate Productions, дочерней компании Temple Street Productions, создателей американской версии Queer as Folk.

## Название
Первоначально, кодовое название для проекта было — Earthlings, редко используемый жаргонный термин для лесбиянок.
Современное использование фразы «L-word», в качестве, псевдонима для лесбиянок датируется, по крайней мере, пьесой Джейн Чемберс «Мои голубые небеса» 1981 года, в которой персонаж заикается: "Вы действительно …? L-word? Господи Боже, я никогда не встречал такого раньше ".
Историческое использование слова «L», в качестве кодового, также можно найти в письме, написанного Дафной дю Морье к Эллен Даблдей: "Богом и Христом клянусь, если бы кто-то называл эту любовь непривлекательной, Слово, которое начинается с 'L', я бы вырвала им кишки ".

## Чарт
«Чарт» — это схематичное изображение событий, которые происходят среди друзей и знакомых Элис; это неориентированный линейный граф, нарисованный на доске (позже Элис создает сайт, куда также можно вносить изменения), в котором точки помечены именами людей, а линии представляют дела или связи.
«Чарт» является повторяющимся элементом в сюжетных линиях шоу, особенно тех, которые связаны с Элис. В течение 3-го сезона он служит основной сюжетной линией, которая завершается в финале сезона, а также используется, как способ отследить персонажей и узнать, как они взаимодействуют в сообществе лесбиянок.
Эта концепция позже была использована в четвёртом сезоне, где «Чарт» превратился в социальную сеть. В то же время был запущен реальный параллельный проект OurChart.com.Веб-сайт, который позволял зарегистрированным пользователям создавать свои собственные профили, а также размещал несколько блогов, работал в полную силу до запуска шестого сезона, после чего Айлин Чайкен объявила, что OurChart.com объединился с сайтом Showtime.

## Восприятие
Первый сезон шоу снискал большую популярность у критиков; как пишут в статье The New York Times:
До «The L Word» лесбийских персонажей на телевидении почти не существовало. Заинтересованным зрителям приходилось их искать, играть в «угадайку», чтобы выяснить сексуальность персонажа. Кэгни и Лейси? Зена и Габриель? Решение Showtime в январе 2004 года транслировать «Слово», которое следует за жизнями группы модных лесбиянок Лос-Анджелеса, было похоже на прекращение засухи муссоном. Женщины, которые редко видели себя на маленьком экране, внезапно смогли наблюдать за лесбийскими персонажами, не только живущими сложной, захватывающей жизнью, но и занимавшимися любовью в ресторанных ванных комнатах и в бассейнах. Не было никакой предварительной аудитории ухаживания. Вместо этого был секс, грубый и необузданный тем способом моего бога, который позволяет только кабель.
У создателя и исполнительного продюсера Айлин Чайкен были некоторые проблемы с реакцией:
Я хочу показать людям более глубокий уровень. Но я не буду брать на себя социальную ответственность. Это не совместимо с развлечениями. Я выступаю против идеи, что поп-телевидение является политической средой. Я политически заинтересованна. Но я делаю сериальную мелодраму. Я не культурный миссионер.
В то время как шоу рассматривается как удовлетворение «очевидной и скромной репрезентативной потребности лесбиянок» [45] или даже «свирепого желания не только быть замеченными, в некотором буквальном смысле … но быть замеченными со всей кровью, тоской и магией, которыми Вы обладаете.».
Шоу подвергалось критике за различные сцены, которые насмехались над «гетеронормативностью».
К тому времени, когда начался шестой и последний сезон, The New York Times назвали шоу «фантазией Sapphic Playboy», которая "не проявляла особого интереса к разнообразному изображению гей сообщества. Вместо этого она, казалось, работала в одном направлении — противостояла понятию «смерть в лесбийской постели» и постоянно напоминает зрителю о «пределах и пытках моногамии».